# Айгер
Айгер, Эйгер (нем. Eiger) — горная вершина в Бернских Альпах высотой 3970 метров над уровнем моря. Находится на территории швейцарского кантона Берн. Вместе с вершинами Юнгфрау и Мёнх образует знаменитое трио, которое возвышается над окружающим ландшафтом. Айгер впервые упоминается в исторических документах в 1252 году.

## Географическое положение и геология
Вершина представляет собой треугольную, почти полностью состоящую из известняка, пирамиду, гранями ориентированную в южном, северо-восточном и юго-западном направлении. Юго-западная и юго-восточная грани пирамиды покрыты ледниками с выходами скал, северная грань — знаменитая «Северная стена Айгера», имеющая перепад высот от основания до вершины 1800 метров при средней крутизне 75 градусов, имеет меньшее оледенение и представляет собой сглаженные лавинами плиты, почти сплошь покрытые натечным льдом. Вследствие своей характерной вогнутости и северной ориентации стена сильно затенена и холодна даже летом, а зимой практически не освещается солнцем. Помимо этого, вследствие специфического расположения и ориентации, Айгер сильно подвержен влиянию холодных масс воздуха, приносимых с севера. Погода в районе вершины может испортиться в течение считанных часов, и даже в разгар лета нередки снегопады и большие перепады температур.
У подножья северной стены Айгера находится внесенный в список Всемирного наследия ЮНЕСКО природный объект «Юнгфрау-Алеч-Бичхорн».
Сквозь Айгер по туннелю проходит железная дорога «Юнгфрау». В центре северной стены с 1903 года работает железнодорожная станция Айгерванд. На этой остановке пассажиры могут выйти из поезда и несколько минут полюбоваться открывающимся с высоты 2865 метров видом. Окна и дверь этой станции спасли жизнь и некоторым неудачливым альпинистам.

## Маршруты и восхождения
Айгер на протяжении многих лет является притягательным местом для альпинистов. На его вершину проложены более 20 маршрутов различных категорий сложности. Первое восхождение на вершину Айгера было совершено 11 августа 1858 года ирландским коммерсантом Чарльзом Баррингтоном вместе с гриндельвальдскими проводниками Кристианом Альмером и Питером Бореном по Западному гребню.

### Западная стена
- Сложность: ZS (по фр. шкале AD)
- Затраты времени: 6-8 часов
- Отправной пункт: станция Айгерглетчер железной дороги «Юнгфрау» (2320 м)
- Населённый пункт в долине: Гриндельвальд (1034м)[3]

### Западный гребень
- Сложность: AS, VI (по фр. шкале ED, VI. по UIAA)
- Затраты времени: 9-11 часов
- Отправной пункт: станция Айгерглетчер железной дороги «Юнгфрау» (2320м)
- Населённый пункт в долине: Гриндельвальд (1034м)[3]

### Северо-западный гребень
- Сложность: S, III (по фр. шкале D, III. по UIAA)
- Затраты времени: 4-5 часов
- Отправной пункт: Миттельлегихютте (3355м)
- Населённый пункт в долине: Гриндельвальд (1034м)[3]

### Южный гребень
- Сложность: ZS, III (по фр. шкале AD, III. по UIAA)
- Затраты времени: 5-6 часов
- Отправной пункт: Мёнхсйоххютте (3657м)
- Населённый пункт в долине: Гриндельвальд (1034м)[3]

### Юго-западный гребень
- Сложность: ZS (по фр. шкале AD)
- Затраты времени: 6-8 часов
- Отправной пункт: станция Айгерглетчер железной дороги «Юнгфрау» (2320м)
- Населённый пункт в долине: Гриндельвальд (1034м)[3]

### Северная стена
Сложность восхождения на вершину по северной стене определяется многими факторами, прежде всего, большой протяженностью и исключительной крутизной маршрута. Высота стены больше 1800 метров при средней крутизне 75°. В её верхней части (последние 600 м) много совершенно отвесных и даже нависающих участков. Там крутизна увеличивается до 82°. Крайне высока опасность камнепадов и схода лавин. На всем протяжении стены нет мест, удобных для устройства бивуака. В связи с сильным оледенением около 70 % скального рельефа проходится в кошках. Кроме этого, по пути к вершине встречаются три ледовых склона крутизной более 55°. Все маршруты по стене классифицируются как маршруты высшей категории сложности.
Первую попытку восхождения по Северной стене предприняли трое саксонцев — Вили Бек, Курт и Георг Лёвингеры. 18 июля 1934 года им удалось пройти нижнюю треть стены, после чего восхождение было прекращено.
Следующая попытка восхождения была предпринята 21 августа 1935 года двумя мюнхенцами — Карлом Мерингером и Максом Зедльмайером, которые начали восхождение и через три дня пропали из вида наблюдателей в Клайне-Шайдег во время метели. Только три недели спустя тело Мерингера удалось обнаружить с самолёта на маленькой узкой полке вверху второго ледового поля (это место сейчас называется Смертельный бивуак), тело Зедльмайера было найдено год спустя чуть ниже окон станции Айгерванд.
18-22 июля 1936 года очередную попытку прохождения стены предприняла объединённая немецко-австрийская группа альпинистов в составе Андреаса Хинтерштойссера и Тони Курца из Берхтесгадена, Эдди Райнера и Вилли Ангерера из Инсбрука. Пройдя большую часть стены и преодолев сложный траверс под «Рыжей скалой» (нем. Rote Fluh), названный позже траверсом Хинтерштойсера, к середине третьего дня восхождения альпинисты в условиях ухудшающейся погоды были вынуждены начать спуск — предположительно, получивший травму головы Ангерер не мог больше продолжать восхождение. На спуске сбитый лавиной погиб Хинтерштойсер, был задушен страховочной веревкой Эдди Райнер, предположительно в результате травмы, полученной во время срыва, погиб Ангерер, немного не дождавшись помощи умер на глазах у спасателей от обморожений и истощения Тони Курц.
Все попытки пройти стену в 1937 году также были неудачными. Лишь австрийской двойке — Маттиасу Ребичу и Людвигу Вёргу — будущему покорителю Северной стены, удалось повторить маршрут Курца-Хинтерштойсера и спуститься живыми вниз. В этом же году местная ассоциация горных гидов объявила, что она не будет спасать тех безумцев, которые попытаются вновь штурмовать стену.
21 июня 1938 года на северной стене погибли двое итальянских альпинистов — Бартоло Сандри и Марио Менти. Итальянцы выбрали для восхождения маршрут 1935 года Зедльмайера и Мерингера, несколько более простой в сравнении с маршрутом Курца-Хинтерштойсера, но более опасный с точки зрения лавинной опасности. Их тела были найдены через несколько дней после начала восхождения у подножия стены в лавинном выносе.
Впервые Северная стена Айгера была пройдена 21-24 июля 1938 года немецко-австрийской группой альпинистов, состоявшей из Генриха Харрера, Андерля Хекмайра, Фритца Каспарека и Людвига Вёрга. На стене обе связки (австрийцы Каспарек и Харрер с одной стороны и немцы Хекмайр и Вёрг с другой стороны) объединились. Объединение альпинистов не имело никакой политической подоплёки (они объединились после второго ледяного поля, потому что у Харрера не было ледовых крюков, и Хекмайр вначале посоветовал австрийцам вернуться). Тем не менее фашистский режим в Германии того времени усмотрел в объединении альпинистов символ присоединения Австрии к Германии, которое состоялось незадолго до этого, 13 марта 1938 года. Успех альпинистов был с помощью пропаганды превращен в знак мощи фашистской Германии.
Следующий несчастный случай произошёл с группой альпинистов (Штефано Лонги, Гюнтер Нотдурфт, Франц Майер и Клаудио Корти) в 1957 году. Из четырёх альпинистов выжил только Корти.
Первое зимнее восхождение на Северную стену было совершено в 1961 году Тони Хибелером, Вальтером Альмбергером, Андерлем Маннгардом и Тони Кинсгофером. Однако это восхождение спорно, так как было совершено не от подножья стены, а через отверстие штольни железной дороги. Зато в следующем году зимнее восхождение удалось итальянским альпинистам.
3 августа 1963 года швейцарец Мишель Дарбелле (Michel Darbellay) совершил первое одиночное восхождение на Айгер. На это ему понадобилось 18 часов.
3 сентября 1964 года немка Дэйзи Воог (Daisy Voog) стала первой женщиной, достигшей вершины горы по северному склону, при поддержке Вернера Биттнера (Werner Bittner).
В 1966 году (с 23 февраля по 25 марта — за 32 дня) впервые зимой был пройден новый маршрут на стене — «зимняя диретиссима», или маршрут Джона Харлина. 13 альпинистов из двух объединившихся команд — англо-американской и немецкой — штурмовали гору в экспедиционном стиле, провешивая всю стену перильной веревкой и спускаясь на отдых в местечко Клайне-Шайдег. Пять участников достигли вершины, но дорогой ценой: в ходе восхождения погиб руководитель экспедиции Джон Харлин — обрыв перильной веревки. Экспедиционный стиль вызвал бурную дискуссию. Тем не менее, второе прохождение маршрута Харлина осуществлялось также в экспедиционном стиле. Японская команда из 7 человек штурмовала стену почти 3 месяца — с 24 декабря 1969 по 21 марта 1970 года.
В 1967 году попытка восхождения четырёх альпинистов из ГДР закончилась их гибелью.
В 1974 году Райнхольд Месснер поставил рекорд скорости восхождения в 10 часов.
13 февраля 2008 года швейцарец Ули Штек достиг вершины по северной стене за 2 часа 47 минут, побив тем самым свой же предыдущий рекорд 3 часа 54 минуты, установленный годом ранее.
6 августа 2008 год альпинист Дин Поттер пролез соло по Северной стене Айгера без страховки, используя на случай срыва парашют для бейсджампинга; после восхождения Дин спрыгнул с парашютом.
20 апреля 2011 год Даниэль Арнольд (Швейцария) пролез соло по Северной стене Айгера по маршруту Хекмайера за 2 часа 28 минут. Арнольд использовал фиксированную верёвку на траверсе Хинтерштойссера. Он прошёл стену на 19 минут быстрее, чем Ули Штек в 2008 году, но Штек прошёл маршрут полностью без страховки и, в отличие от Арнольда, в течение зимнего сезона .
18 ноября 2015 года Ули Штек в третий раз побил свой рекорд скорости восхождения на Айгер по Северной стене, совершил сольное восхождение и прошёл маршрут за 2 часа 22 минуты 50 секунд, став абсолютным рекордсменом по скоростным восхождениям по северным стенам Альп.
В 2017 году на Айгер по Северной стене поднялся Петер Хабелер. На момент восхождения альпинисту было 74 года.
Единственный «Русский маршрут» на Северной стене Айгера был проложен в августе 1994 года магнитогорскими альпинистами. Это диретиссима, далеко справа от центра стены с выходом на плечо севeро-западного гребня, по которому проходит стандартный путь спуска. Вторым российским восхождением по этой стене было совершено группой ЦЭТ «Нева», третье — восхождение Валерия Бабанова и Михаила Ярина по классическому маршруту в августе 1997 года.

### Северо-восточная стена
Северо-восточная стена Айгера находится в тени Северной стены. Первое восхождение было совершено уже в 1932 году жителем Цюриха Лаупером.

### Юго-восточная стена
Первое восхождение по Юго-восточной стене совершили два немца Отто Эйденшинк и Эрнст Мёллер в 1937 году.

## В культуре и искусстве
Гора (часто вместе с вершинами Юнгфрау и Мёнх) многократно запечатлена в произведениях изобразительного искусства, на картинах, рисунках, гравюрах.

### В литературе
- Генрих Харрер. «Белый паук» // Heinrich Harrer. Die Weiße Spinne. Die Geschichte der Eiger-Nordwand. Ullstein, Berlin 1958[16].
- Треваньян. «Санкция на пике Эйгера« (The Eiger Sanction, 1972) — шпионский роман о профессоре, занимающимся выполнением заданий спецслужб, в ходе одного из которых производится попытка восхождения на Айгер.
- Джо Симпсон. Манящее безмолвие = The Beckoning Silence. — Mountaineers Books. — 2003. — С. 315. — ISBN 0898869412.. Книга посвящена трагедии 1936 года на Северной стене Айгера.
- Джек Олсен. Восхождение в ад: [пер. с англ.]. — Филол. фак. СПбГУ, 2007. — С. 150.. — ISBN 5846506704.

### В кинематографе
- «Санкция на пике Эйгера» (The Eiger Sanction, США, 1975) — художественный фильм по одноимённому роману Треваньяна, режиссёр и исполнитель главной роли — Клинт Иствуд.
- «Манящее безмолвие» (2007)[17] — документально-художественная экранизация одноимённой книги Джо Симпсона.
- «Северная стена» (Nordwand, 2008) — художественный фильм о попытке первопрохождения Северной стены Айгера в 1936 году Тони Курцем, Андреасом Хинтерштойссером, Эди Райнером и Вилли Ангерером.